# Centro unico di prenotazione
Il centro unico di prenotazione (in acronimo  CUP) è un servizio amministrativo offerto da diverse strutture facenti capo a pubbliche amministrazioni italiane  (agenzia delle entrate, ASL, ecc.)  o da organizzazioni private (società di servizi), con la funzione di gestire le prenotazioni necessarie per l'erogazione di vari servizi (ad esempio visite mediche).

## Ambiti di utilizzo

### Sanità
In ambito sanitario, presente nella ASL e nei relativi distretti sanitari di competenza, dotato di uno sportello centrale aperto al pubblico e di numerosi sportelli periferici negli uffici dell'ASL e nelle farmacie (FARMACUP), consente la prenotazione di analisi, esami, e visite mediche specialistiche, velocizzando l'accesso alle prestazioni sanitarie offerte dalle strutture pubbliche e private accreditate dell'area di una ASL.
Il sistema consente anche di pagare il ticket sanitario della prestazione prenotata ed erogata, presso lo sportello centrale, ed in alcuni casi presso uno sportello virtuale della farmacia.

#### Strumento sanitario informatico
Per CUP si intende anche il software che costituisce lo strumento informatico che uniforma i computer in dotazione nella ASL, per inoltrare le prenotazioni unificate nei reparti specialistici ed identificare il primo posto disponibile da assegnare in agenda al tipo di prestazione. Esso è dotato di call center e di sportelli totem, di prenotazione sanitaria virtuale, dislocati anche fuori delle sedi dell'azienda sanitaria, in luoghi frequentati dal pubblico, come ad esempio un centro commerciale.

#### Videoconferenza nel CUP
Lo sportello totem permette di alzare la cornetta ed entrare in contatto in video conferenza con un operatore CUP che guida chi fa la prenotazione sanitaria. La videochiamata consente di appoggiare sul totem la ricetta medica mentre l'operatore CUP offre al richiedente il quadro delle disponibilità relative alle sue richieste affinché possa scegliere la soluzione a lui più rispondente. Il modulo finale di prenotazione viene immediatamente inoltrato dal totem nella rete unificata.

#### Servizio  MemoCup
Consente, gratuitamente, dir ricevere una notifica via sms di una prenotazione sanitaria unificata tramite una postazione informatica fissa (ad esempio i cosiddetti  totem).

#### CupWeb
CupWEB è il servizio on-line realizzato da alcune ASL, allo scopo di rendere ancora più veloce l'accesso alle prestazioni sanitarie, rispetto allo sportello centrale aperto al pubblico, superando il limite dell'orario di ufficio. Con CupWEB è possibile in qualsiasi orario, anche della notte, collegarsi allo strumento informatico unificato per visualizzare lo stato di disponibilità delle agende sanitarie in tempo reale, controllando le prime disponibilità per una prestazione nelle strutture sanitarie, e quindi prenotare comodamente la prestazione sanitaria, oppure cambiare e disdire una prenotazione o un appuntamento.
Tra gli altri servizi di CUP si segnala:
- Cup 2000
- Cup Sanità - Nazionale di APinformatica Srl
- hbe.cupsanita.it - Roma e provincia
- Cup Regione Marche
- Cup Milano
- C.u.p. Sanità Senza Problemi (Campania), su sanitasenzaproblemi.it.
- HCRM Cup Puglia
- Cup3W di GPI SpA
- Re.Cup 069939 (Regione Lazio) gestito dalla Coop. Capodarco

## Liste d'attesa chiuse o bloccate
La sospensione delle prenotazioni delle prestazioni, fenomeno noto come liste d'attesa chiuse o bloccate, 
è una pratica vietata dalla Legge 23 dicembre 2005, n. 266, art. 1, comma 282 (Finanziaria 2006).